# Huis Wied

vorsten van Wied

Het Huis Wied is een Duits graven- en later vorstengeslacht dat sinds de 11e eeuw heerste over het Graafschap Wied.

## Geschiedenis
De stamvader van het geslacht is Messrit (gestorven circa 1129). De graven stierven in 1243 uit, waarna het graafschap aan Bruno II van Isenburg-Wied kwam. Na het uitsterven van deze linie viel Wied aan Diederik van Runkel toe. De familie splitste zich in 1698 in de linies Wied-Neuwied en Wied-Runkel, die in 1784 en 1791 in de rijksvorstenstand werden verheven. De vorsten van Wied werden door de Rijnbondakte van 1806 gemediatiseerd. Na het uitsterven van de linie Wied-Runkel in 1824 werden de bezittingen door de prinsen van Wied-Neuwied onder de naam Wied weer verenigd.
Via vorst Wilhelm Adolph Maximilian Carl zu Wied, die was gehuwd met Marie van Oranje-Nassau, was het huis Wied nauw verwant aan het Nederlandse koningshuis. Na de dood van de zoons van koning Willem III maakten hun zoons een kleine kans op de Nederlandse troon, al stonden zij verder van de troon dan de nakomelingen van Willems zuster Sophie, die was gehuwd met groothertog Karel Alexander van Saksen-Weimar-Eisenach. Met de grondwetswijziging van 1922, die het recht op troonopvolging beperkte tot de nakomelingen van Wilhelmina, vervloog deze kans.
Wilhelms zuster Elisabeth werd als echtgenote van Carol I vorstin (1866) en koningin (1881) van Roemenië. Zijn zoon Wilhelm Friedrich Heinrich werd in 1914 tot vorst van Albanië verkozen. Ook via zijn andere zoon waren de Wieds verwant aan het huis Oranje-Nassau; Friedrich zu Wied was gehuwd met een nicht van koningin Wilhelmina.
Het Paviljoen De Witte te Scheveningen, het oude badpaviljoen van de echtgenote van koning Willem I, en door erfenis aan prinses Marie gekomen, heette vroeger Paviljoen Von Wied.

## Vorsten van Wied
Johann Friedrich Alexander zu Wied (1706-1791), 1e vorst zu Wied
- Friedrich Karl zu Wied (1741-1809), 2e vorst zu Wied
  - Johann August Karl zu Wied (1779-1836), 3e vorst zu Wied
    - Wilhelm Hermann Karl zu Wied (1814-1864), 4e vorst zu Wied
      - Pauline Elisabeth Luise Ottilie zu Wied (1843-1916), koningin van Roemenië en schrijfster onder de naam Carmen Sylva
      - Wilhelm Adolph Maximilian Carl zu Wied (1847-1907), 5e vorst zu Wied; trouwde in 1871 met Marie der Nederlanden (1841-1910), nicht van Willem II
        - Wilhelm Friedrich Hermann Otto Karl zu Wied (1872-1945), 6e vorst zu Wied; trouwde in 1898 met Paulina van Württemberg, dochter van Willem II van Württemberg
          - Hermann Wilhelm Friedrich zu Wied (1899-1941), erfprins zu Wied
            - Friedrich Wilhelm Heinrich Konstantin zu Wied (1931-2000), 7e vorst zu Wied
              - August Maximilian Wilhelm Carl zu Wied (1961-2015), 8e vorst zu Wied
                - Maximilian zu Wied (1999), 9e vorst zu Wied

        - Wilhelm Friedrich Heinrich zu Wied (1876-1945), in 1914 vorst van Albanië

## Andere telgen uit het Huis Wied
- Arnold II van Wied (±1098-1156), aartsbisschop van Keulen
- Herman V van Wied (1477-1552), aartsbisschop van Keulen
- Frederik IV van Wied (1518-1568), aartsbisschop van Keulen
- Maximilian (Max) Alexander Philipp zu Wied-Neuwied (1782-1867), natuurvorser